# Aeroporto di Oslo-Gardermoen
L'Aeroporto di Oslo-Gardermoen (IATA: OSL, ICAO: ENGM) è il principale aeroporto norvegese e il 19° in Europa, è situato vicino alla cittadina di Ullensaker nella contea di Akershus (regione di Østlandet) e serve la capitale Oslo.
Ha sostituito il vecchio aeroporto di Fornebu.
L'aeroporto è l'hub della Scandinavian Airlines System e dalla Norwegian Air Shuttle.